# Herskó Anna
Herskó Anna (Tränka Anna), (Budapest, 1920. augusztus 20. – Stockholm, 2009. április 12.) Balázs Béla-díjas magyar filmrendező, fotós, az első magyar női diplomás operatőr.

## Életpályája
1949-ben végezte el a főiskolát. A Híradó és Dokumentum Filmgyár, később a Budapest Stúdió illetve a MAFILM II. munkatársa volt. Alkotótársa volt -többek között- Simó Sándornak, Bodrossy Félixnek, Csőke Józsefnek, Kis Józsefnek, Hildebrand Istvánnak, Kolonits Ilonának, Tóth Jánosnak, Jancsó Miklósnak. 1952 és 1952 között filmvágást tanított a főiskolán. Sokat foglalkoztatták a gyerekproblémák, valamint a természeti és művészeti témák. Fotózott és rendezett is. A Kézenfogva című alkotása Oberhausenban két díjat is kapott. Feltűnést keltettek rejtett kamerás módszerrel készült dokumentumfilmjei (Szentkút, Ellesett percek). 1970-ben mutatták be a Befejezetlenül című egész estés szociálpszichológiai dokumentumfilmjét. Ugyanebben az évben férjével (Herskó János) Svédországban telepedtek le.
A Farkasréti temetőben nyugszik.

## Műveiből
- Miért? (?)
- Hová mégy? (?)
- Bartók Béla (1955)
- Csupa napfény a szívem - Yves Montand (1956)
- Kísérleti lakótelep (1960)
- Alkonyok és hajnalok (1961)
- A póráz két végén (1963)
- Portré - Kodály Zoltán (1965)
- Bocskoromon van egy szák (1967)
- Módszerek (1968)
- Változatok (1968)
- Vasarely (1969)

## Díjai, elismerései
- Balázs Béla-díj (1963)[4]

## Kép és hang
- Kodály - Portré (1965